# Void coefficient
Trong kỹ thuật hạt nhân, Void coefficient (tạm dịch:Hệ số rỗng) là một con số có thể được sử dụng để ước tính mức độ phản ứng của lò phản ứng hạt nhân thay đổi như thế nào khi các khoảng trống (thường là bong bóng hơi) hình thành trong bộ điều tiết hoặc chất làm mát của lò phản ứng. Khả năng phản ứng thực trong lò phản ứng là tổng của nhiều thành phần đóng góp, trong đó Void coefficient chỉ là 1. Các lò phản ứng trong đó chất điều tiết hoặc chất làm mát là chất lỏng thường sẽ có giá trị Void coefficient là âm (nếu lò phản ứng được điều tiết dưới mức) hoặc dương (nếu lò phản ứng được điều tiết quá mức). Các lò phản ứng trong đó cả chất điều tiết và chất làm mát đều không phải là chất lỏng (ví dụ: lò phản ứng làm mát bằng khí, được điều tiết bằng than chì) sẽ có giá trị Void coefficient bằng 0. Không rõ định nghĩa về hệ số "khoảng trống" áp dụng như thế nào cho các lò phản ứng trong đó chất điều tiết/chất làm mát không phải là chất lỏng hay chất khí (lò phản ứng nước siêu tới hạn).
Giá trị âm của hệ số phản ứng của không gian hơi là một trong những đặc điểm cho thấy sự an toàn thụ động của kết cấu lò phản ứng hạt nhân trong quá trình tăng nhiệt độ hoặc giảm áp suất, theo nguyên tắc an toàn sự cố .